# Barrosasaurus
Barrosasaurus is een geslacht van sauropode dinosauriërs behorend tot de Titanosauriformes, dat tijdens het late Krijt leefde in het gebied van het huidige Argentinië.

## Naamgeving
De typesoort Barrosasaurus casamiquelai is in 2009 benoemd en beschreven door Leonardo Salgado en Rodolfo Coria. De geslachtsnaam verwijst naar de Sierra Barrosa. De soortaanduiding eert de Argentijnse paleontoloog Rodolfo Magín Casamiquela.

## Vondsten en beschrijving
Het fossiel, holotype MCF-PVPH-447/1-3, bestaat uit drie tamelijk grote ruggenwervels, ontdekt in de Anacletoformatie (Campanien, tachtig miljoen jaar oud) in de provincie Neuquén. De wervels zijn beschadigd maar de aanwezige delen zijn verder uitstekend bewaard gebleven. Het gaat vermoedelijk om de derde ruggenwervel en verder de zevende of de achtste, en de negende of de tiende. De wervelrichels, of laminae, van een soort zijn uniek — en maken het zo mogelijk vast te stellen dat het inderdaad om een aparte soort gaat. De kenmerken zijn in dit geval de volgende: op de derde wervel zijn de spinoprezygapofyseale laminae (richels tussen het doornuitsteeksel en de naar voren gerichte uitsteeksels die de articulatie met de voorliggende wervel verzorgen) goed ontwikkeld; maar in de zevende/achtste wervel juist zwak. Twee richels, spinodiapofyseale laminae, zijn bij de zevende/achtste en negende/tiende wervel per zijde aanwezig tussen het doornuitsteeksel en de zijkant van het wervelcentrum; bij de negende/tiende wervel is daarbij de voorste richel sterker ontwikkeld dan de achterste. Bij beide wervels vertakt die richel zich in twee of drie takken. De achterste wervels dragen korte richels op het doornuitsteeksel die bijna parallel lopen aan de richel voor het doornuitsteeksel. In de achterste wervels is het achterste deel van het doornuitsteeksel hoger.

## Fylogenie
De wervelkenmerken maken het ook mogelijk vast te stellen dat Barrosasaurus meer bepaaldelijk tot de Titanosauria behoort, zoals te verwachten viel voor een sauropode uit dit gebied en deze tijd.

## Kenmerken
Barrosasaurus was een middelgrote sauropode met een lengte van ongeveer vijftien meter, een heuphoogte van zo'n vier meter en een gewicht van ruwweg twaalf ton.